# Gonzales (muzyk)
Gonzales lub Chilly Gonzales, właściwie Jason Charles Beck (ur. 20 marca 1972 w Montrealu) – pochodzący z Kanady muzyk i pianista, pochodzenia żydowskiego.
Uznawany jest za ekscentrycznego twórcę i performera, głównie muzyki electro i electro-soul, z wykorzystaniem elementów różnych gatunków muzycznych np. melorecytacji znanej z muzyki rap. Współpracował również z twórcami electroclashu, takimi jak Peaches, Louie Austen czy Taylor Savvy. Stale współpracuje z innymi artystami o podobnych zainteresowaniach muzycznych np. z Leslie Feist czy z Mocky. 
Przed rozpoczęciem kariery solowej, w roku 1990, był członkiem kanadyjskiego zespołu Sun grającego rock alternatywny. Gonzales przez kilka lat mieszkał w Berlinie Wschodnim i związany był z niewielką niezależną wytwórnią fonograficzną Kitty-Yo, gdzie wydał trzy longplaye, pracował także w klubach europejskich jako MC. W 2005 roku przeniósł się do Paryża, gdzie wydał solową płytę z muzyką fortepianową.
Jego młodszym bratem jest kompozytor muzyki filmowej Christophe Beck.

## Dyskografia
Jako Jason Beck
- 1996 - Thriller - Warner Bros. Records
- 1997 - Filler (EP) - Warner Bros. Records
- 1998 - Wolfstein - Warner Bros. Records

Jako Gonzales
- 1999 - Let's Groove Again (SP) - Kitty-Yo
- 1999 - O.P. Original Prankster (EP) - Kitty-Yo
- 2000 - Red Leather (EP) - Kitty Yo (płyta nagrana wspólnie z Peaches)
- 2000 - Gonzales Uber Alles - Kitty-Yo
- 2000 - The Entertainist - Kitty-Yo (płyta wydana pod nazwiskiem Chilly Gonzales)
- 2002 - Presidential Suite - Kitty-Yo
- 2003 - Z - Kitty-Yo (album kompilacyjny)
- 2004 - Solo Piano - No Format!
- 2006 - From Major To Minor - No Format! / Universal Music Jazz France (podwójna płyta DVD)
- 2008 - Soft Power - Mercury/Universal
- 2010 - Ivory Tower - Gentle Threat (wydana pod nazwiskiem Chilly Gonzales)
- 2011 - The Unspeakable - Gentle Threat (wydana pod nazwiskiem Chilly Gonzales)
- 2012 - Solo Piano II - Gentle Threat (wydana pod nazwiskiem Chilly Gonzales)
- 2014 - Octave Minds (jako Chilly Gonzales and Boys Noize)
- 2015 - Chambers – Gentle Threat